# Attentat d'Austin du 18 février 2010
L'accident d'avion d'Austin (Texas) a eu lieu le 18 février 2010 lorsque Joseph Stack, qui pilotait son Piper PA-28-236 Dakota, s'est écrasé dans un immeuble abritant le service des impôts de la région,.
L'écrasement a fait deux morts (dont le pilote) et treize blessés, dont deux graves.
Joseph Stack a agi avec préméditation, il a d'ailleurs laissé une lettre expliquant ses motivations.
Joseph Stack, aussi appelé Joe Stack, est un informaticien américain de 54 ans qui était en conflit avec le fisc à la suite de plusieurs graves déboires en affaires.
Selon les premières recherches, il aurait délibérément dirigé l'avion qu'il pilotait contre un immeuble de l'administration fiscale de l'État du Texas dans la ville d'Austin. 
Par son caractère particulier et en raison des attentats du 11 septembre 2001 (neuf ans plus tôt), cette information a fait la une de nombreux médias américains. 